# 弗雷施泰特 (石勒苏益格-荷尔斯泰因州)
弗雷施泰特（德語：Frestedt）是德国石勒苏益格－荷尔斯泰因州的一个市镇。总面积10.32平方公里，总人口381人，其中男性194人，女性187人（2011年12月31日），人口密度37人/平方公里。